# NEAR Shoemaker
Near Earth Asteroid Rendezvous - Shoemaker (NEAR Shoemaker) var en rymdsond uppkallad efter planetforskaren Eugene M. Shoemaker som sköts upp 17 februari 1996. Målet med uppskjutning var att placera rymdsonden i omloppsbana runt den jordnära asteroiden Eros, för att studera asteroidens egenskaper under ett års tid. NEAR Shoemaker var den första rymdsonden som landade på en asteroid.
NEAR:s huvudsakliga uppgift var att sända data om Eros sammansättning, mineralogi, morfologi, interna massfördelning och magnetfält. Rymdsondens sekundära mål var att undersöka egenskaper hos asteroidens lösa material, växelverkan mellan asteroiden och solvinden, asteroidens geologiska aktiviteter och dess rotation. Den insamlade datamängden var tänkt att ge ökad kunskap om asteroider i allmänhet, om deras förhållande till meteorider och kometer och om solsystemets tidiga historia. För att kunna samla in data var rymdsonden utrustad med en röntgen/gammastrålningsspektrometer, en infraröd spektrograf, en CCD-kamera, en laseravståndsmätare och en magnetometer. Ett radioexperiment utfördes också för att uppskatta Eros gravitationsfält. Instrumenten hade en total massa på 56 kilogram och krävde en effekt på 81 watt.

## Uppdraget

### Sammanfattning
NEAR:s första uppdrag var att komma i omloppsbana runt Eros för att undersöka asteroiden. Eros är en S-typ asteroid, med en storlek på 13 × 13 × 33 km, vilket gör Eros till den näst största kända jordnära asteroiden. Ursprungligen var rymdsondens omloppsbana runt Eros cirkelformad med en radie på 200 km. Senare minskades radien stegvis till 50 km den 30 april 2000 och till 35 km den 14 juli. Radien ökades igen de följande månaderna till 200 km och minskades långsamt till en retrograd bana med en radie på 35 km den 13 december. Uppdraget avslutades med en landning i Eros "sadel"-område den 12 februari 2001.

### Resan till Eros
Efter uppskjutningen med en Delta 7925-8-raket försattes NEAR i "dvala" med minimal aktivitet under resan fram till några dagar före det första delmålet, asteroiden 253 Mathilde, som sonden flög förbi den 27 juni 1997. Rymdsonden var som närmast 1 200 km från Mathilde 12:56 UT och hade då en fart på 0,93 km/s relativt asteroiden. Bilder och data sändes från passagen.
NEAR utförde den första större manövern med sin 450 N-motor den 3 juli 1997. Detta minskade farten med 279 m/s och sänkte perihelion från 0,99 AU till 0,95 AU. En gravitationsslunga förbi Jorden inträffade 23 januari, 1998 7:23 UT. Som närmast kom NEAR 540 km över jordytan, vilken ändrade rymdsondens inklination från 0,5° till 10,2° och dess aphelieavstånd från 2,17 till 1,77 AU, vilket är nära Eros banelement.

### Det första omloppsförsöket misslyckas
Den första av de fyra planerade inbromsningarna den 20 december 1998 22:00 UT avbröts på grund av ett mjukvaruproblem. Kontrollcentret på jorden förlorade på grund av detta kontakt med sonden under 24 timmar. Den ursprungliga planen krävde att de fyra inbromsningarna skulle åtföljas av en manöver för att försätta sonden i omloppsbana 10 januari 1999. På grund av kommunikationsavbrottet var detta inte längre möjligt. En ny plan togs fram där NEAR flög förbi Eros 23 december 1998 18:41:23 UT med en hastighet på 965 m/s och ett avstånd på 3 827 km från Eros masscentrum. Bilder på Eros togs av kameran medan den infraröda spektrografen samlade data. En ny manöver utfördes den 3 januari 1999 för att få ungefär samma omloppshastighet runt Solen som Eros. En hydrazinmotor finjusterade NEAR:s bana den 20 januari. En tvåminuters manöver den 12 augusti minskade rymdfarkostens relativa fart i förhållande till Eros till 300 km/tim.

### Inträde i omloppsbana
Efter 13 månader i heliocentrisk bana som nära sammanföll med Eros bana inträdde Near i omloppsbana runt Eros den 14 februari 2000, kl 15:33 UTC.
Rendezvousmanövern genomfördes 3 februari kl 17 UTC, och minskade hastigheten relativt Eros från 19,3 till 8,1 m/s. Ytterligare en manöver ägde rum den 8 februari och ökade hastigheten något till 9,9 m/s. Den 28 januari samt 4 och 9 februari genomsöktes omgivningen efter eventuella satelliter runt Eros - ingen påträffades. Sökningen genomfördes dels för vetenskapliga syften, dels för att undvika risken för en kollision med en satellit.
Den 14 februari lade sig så NEAR i en bana om 321 x 366 km runt Eros. Omloppsbanan minskades långsamt, och hade den 14 juli övergått till en 35 km cirkulär, polär bana. NEAR förblev i den banan i 10 dagar, varefter banan successivt ökades till 100 km cirkulär, polär till den 5 september 2000. Manövrer i mitten av oktober ledde till en överflygning på 5,3 km över ytan den 26 oktober kl 07:00 UTC.

### Omlopp och landning
Efter överflygningen flyttades NEAR till 200 kilometers höjd ovanför asteroidens yta i en cirkulär bana, som skiftades från att vara nära polär till att vara nära ekvatoriell. Den 13 december 2000 hade banan skiftats tillbaka till att vara cirkulär på 35 kilometers höjd. Med början 24 januari 2001 genomfördes ett antal låga överflygningar (5 till 6 km) och den 28 januari bara 2 till 3 kilometer från asteroiden. Därefter genomförde sonden en långsam, kontrollerad nedstigning till ytan och tog mark den 12 februari 2001, ungefär kl 20:01 UTC, strax söder om den sadelformade formationen Himeros. Till kontrollteknikernas förvåning var sonden oskadd och funktionsduglig efter att ha landat med en hastighet av 1,5 till 1,8 m/s; NEAR Shoemaker blev sålunda den första sond som mjuklandat på en asteroid.
Efter att ha fått utökad tilldelning av antenntid i NASA:s Deep Space Network programmerades sondens gammaspektrometer om för att samla data om Eros uppbyggnad. När instrumenten nu var placerade bara 10 cm över ytan var instrumenten tio gånger känsligare än i omloppsbana.
Den 28 februari 2001, kl 23 UTC, togs de sista signalerna emot innan NEAR Shoemaker stängdes av. Ett sista försök att komma i kontakt genomfördes 10 december 2002, men lyckades inte.

## Rymdfarkosten och delsystemen
Rymdfarkosten var formad som ett åttasidigt prisma vars sidor var 1,7 m, med fyra fasta solpaneler av galliumarsenid placerade som vingarna på en väderkvarn. Den hade en fast 1,5-meters X-band radioantenn med en magnetometer och en röntgensolsökare på ena sidan och resten av instrumenten på den andra. Större delen av elektroniken var monterad på insidan av sonden.
Farkosten var tre-axelsstabiliserad. Huvudmotorn drevs av två bränslen, hydrazin och kvävetetroxid, och utvecklade 450 N. Därtill fanns fyra 21 N och sju 3,5 N motorer av hydrazintyp. Sammanlagt gav detta sonden en delta-V-potential på 1 450 m/s. Drivsystemet laddades med 209 kg hydrazin och 109 kg oxidant i tre respektive två behållare.
Rymdsonden fick sin el från fyra 1,8×1,2-meters solpaneler som gav 400 W på 2,2 AU avstånd (NEAR:s maximala avstånd från Solen). Elektriciteten lagrades i ett nickel-kadmiumbatteri med en kapacitet på 9 Ah.
Sondens positionering mättes in med en uppsättning instrument bestående av fem solhöjdsmätare, en tröghetsgivare (inertial measurement unit, IMU) och en stjärnhöjdsmätare riktad i motsatt riktning mot huvudinstrumentet. Tröghetsgivaren innehöll gyroskop och accelerometrar. Fyra svänghjul (monterade så att vilka tre som helst kunde styra sonden i tre axlar) användes normalt för riktningsstyrning. Hydrazinmotorerna användes då svänghjulen behövde avlastas samt för snabba manövrer och framdrivning. Riktningsnoggrannheten var cirka 0,1°, riktningsstabiliteten bättre än 50 μrad under en sekund, och inmätningsnoggrannheten för lagrade data cirka 50 μrad.
Kontroll- och datahanteringssystemet bestod av två redundanta styr- och telemetridatorer och digitala dataloggrar, en kraftstyrenhet samt interface till två redundanta 1553-kommunikationsbussar. Dataloggrarna byggdes upp av ett antal 16 Mbit DRAM, och hade en kapacitet av 1,1 resp 0,67 Gbit.
NEAR Shoemaker var det första uppdraget i NASA:s Discovery-program, en serie småskaliga rymdfarkoster med beräknad byggtid på under tre år, med kostnader under 150 miljoner dollar. NEAR:s totala konstruktions- och uppskjutningskostnader uppskattas till 122 miljoner dollar.

### Fotnoter
1. ↑  ”NASA Space Science Data Coordinated Archive” (på engelska). NASA. https://nssdc.gsfc.nasa.gov/nmc/spacecraft/display.action?id=1996-008A. Läst 1 april 2020.
2. ↑  Worth, Helen (28 februari 2001). ”The End of an Asteroidal Adventure: NEAR Shoemaker Phones Home for the Last Time”. Applied Physics Laboratory. http://near.jhuapl.edu/news/flash/01feb28.html.
3. ↑  ”NEAR Shoemaker's Silent Treatment”. Applied Physics Laboratory. 23 februari 2001. Arkiverad från originalet den 30 januari 2012. https://www.webcitation.org/6558Vqivb?url=http://near.jhuapl.edu/news/flash/02dec12_1.html. Läst 30 augusti 2006.